# Braintree (Essex)
Braintree is een plaats in het bestuurlijke gebied Braintree, in het Engelse graafschap Essex. De plaats telt 42.393 inwoners.

## Geboren
- James Challis (12 december 1803), natuurkundige en astronoom
- Hamish Black (1948), Brits beeldhouwer
- Keith Flint (1969-2019), lid van de Britse dance-breakbeatband The Prodigy
- Liam Howlett (1971), lid van de Britse dance-breakbeatband The Prodigy
- Mark King (1974), Brits snookerspeler

## Foto's

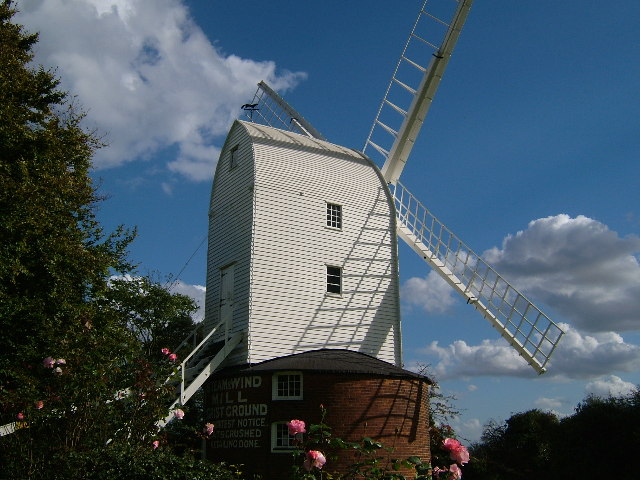
Molen
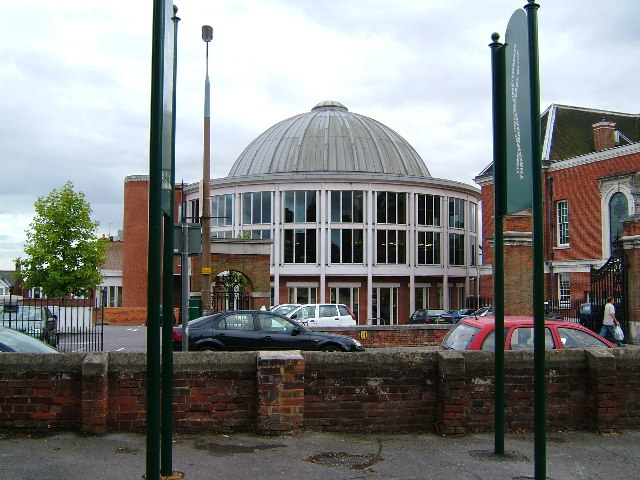
Bibliotheek
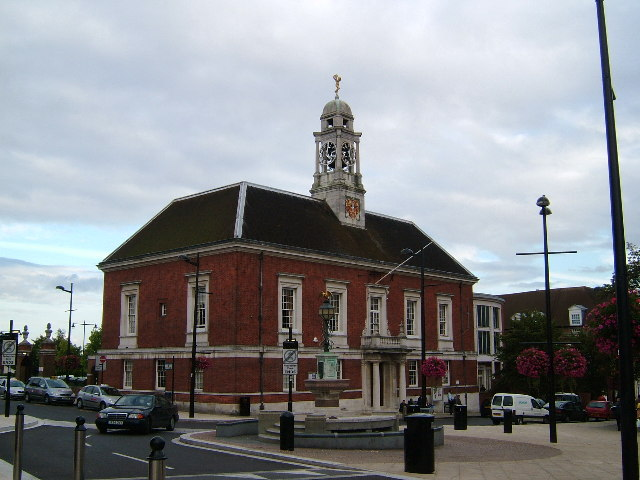
Stadhuis
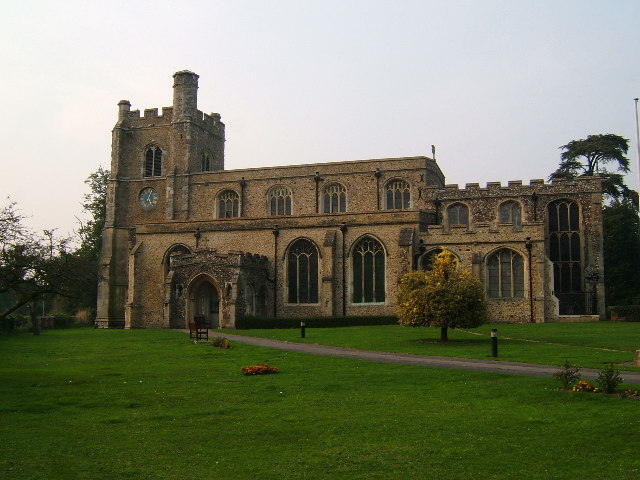
St. Marys